# Napad na Annapolis Royal
Napad na Annapolis Royal se je zgodil 29. avgusta 1781 med ameriško revolucionarno vojno. V napadu sta sodelovala dva ameriška zasebnika – Resolution (pod poveljstvom Williama Morgana) in Reprisal (pod poveljstvom Johna Curtisa) – ki sta napadla in oropala Annapolis Royal v Novi Škotski v maščevanje za poraz Penobscotske ekspedicije. Zasebnika sta zajela poveljnika milice Johna Ritchieja (trgovca), opisanega kot "guvernerja Annapolisa". Eden od zgodovinarjev ga je opisal kot "enega najdrznejših in najbolj dramatičnih napadov na Novo Škotsko".

## Ozadje
Med ameriško revolucijo so Američani redno napadali Novo Škotsko po kopnem in morju. Ameriški zasebniki so opustošili pomorsko gospodarstvo z napadi na številne obalne skupnosti. Napadi so se okrepili po britanski zmagi nad Penobscotsko ekspedicijo, kot so številni napadi na Liverpool in Lunenburg.
31. marca 1781 je britanska ladja pri Halifaxu v Novi Škotski zajela kapitana Amosa Potterja z ameriškega zasebnika Resolution (6 topov, 25 mož), medtem ko je njegova posadka pobegnila. Kapitan William Morgan je prevzel poveljstvo Resolutiona. Pet mesecev pozneje se je Potterjeva posadka maščevala Britancem z izropanjem ladje Annapolis Royal.

## Bitka
Kapitanu Williamu Morganu na ladji Resolution se je pridružil še en ameriški zasebnik Reprisal (8 topov, 10 vrtljivih topov, 60 mož) pod poveljstvom kapitana Johna Curtisa, skupaj 80 mož. Zavarovali so utrdbo pred tremi vojaki v mestu. V naslednjih urah so zasebniki zbrali milico pod poveljstvom Johna Ritchieja in podpolkovnika Phineasa Lovetta, jih razorožili in zaprli. Onesposobili so mestne topove. Zasebniki so nato oropali dragocenosti iz celotnega mesta, vzeli srebrnino, zaloge, pohištvo, posteljnino, oblačila in tako naprej. Ritchiejeva temnopolta služabnica (ali je bila svobodna temnopolta ali temnopolta sužnja, ni znano) je prosila v imenu Ritchiejeve bolne žene, naj pustijo nekaj zalog, in zasebniki so ji dali čaj in sladkor.
Umaknili so se na Kozji otok in zajeli tako Thomasa Williamsa, višjega oskrbnika orožja in komisarja za oskrbo garnizona v Fort Anne (in dedka sira Fenwicka Williamsa), kot tudi Johna Ritchieja, ki ga je časopis Boston Gazette imenoval "guverner Annapolisa". Zajeli so tudi narednika in 5-6 drugih. Kasneje so zamenjali "guvernerja" za svojega nekdanjega poveljnika kapitana Potterja in se naslednji mesec vrnili v Boston.

## Posledice
Ameriški zasebniki so ostali grožnja novoškotskim pristaniščem do konca vojne. Kapitan William Chair Burnaby je poveljeval šalupi Merlin v Annapolis Royal.
1. januarja 1782 je britanski kapitan John Curtis zajel oboroženo škuno v zalivu Fundy, ki ji je poveljeval kapitan Hodgkins. Zasebnik Lively pod poveljstvom Johna Auguste Dunna se je srečal z oboroženo škunjo.
8. maja 1782 je Buckram (8 topov, 40 mož) zajel zasebno šlupo Lively pod poveljstvom Johna Augustusa Dunna (8 topov), posadka pa je pobegnila. Buckram je rešil kapitana Mowatta, ki ga je blizu Kozjega otoka preganjal ameriški gusar. Mowat in njegova posadka so pobegnili v gozd.
15. marca 1782 se je Potter vrnil iz Bostona z ladjo Resolution in zajel škuno Two Sisters pri Pearl Island, Mahone Bay (prej Green Island), ukradel vse zaloge na krovu in jo izpustil.